# Dent de Mindif
La dent de Mindif ou pic de Mindif, est un pic rocheux situé à 25 kilomètres au sud-est de Maroua au Cameroun.

## Géographie

### Localisation
Située à 25 kilomètres au sud-est de Maroua, la dent de Mindif se trouve sur la commune Mindif, près de Kaélé dans la région de l'Extrême-Nord.

### Topographie
Son altitude est estimée à 100 mètres. Le caractères abrupt du rocher et sa visibilité construisent sa réputation de point touristique.

## Tourisme
L'ascension de la dent de Mindif est un des plus grands défis en Afrique centrale et occidentale[réf. nécessaire].